# Selenicereus validus
Selenicereus validus ist eine Pflanzenart in der Gattung Selenicereus aus der Familie der Kakteengewächse (Cactaceae). Das Artepitheton validus stammt aus dem Lateinischen, bedeutet ‚kräftig‘ und verweist auf Aussehen der Art.

## Beschreibung
Die 10 bis 70 cm langen Triebe bilden 9 bis 12 Rippen aus und haben einen Durchmesser von 2 bis 3 cm. Die Rippen sind scharf bis leicht gewellt und 0,5 bis 0,7 cm hoch. Pro Areole werden 17 bis 23 weiße Dornen ausgebildet, die bis zu 1,4 cm lang werden können. Wie bei allen Arten der Gattung erscheint die Blüte in der Nacht. Sie ist weiß und erreicht eine Länge von bis zu 22 cm. Das Perikarpell und die Röhre sind mit grünlich roten Schuppen und weißen, bis zu 0,7 cm langen, Haaren besetzt.
Selenicereus validus ist selbstfertil. Die purpurroten Früchte sind kugelig mit einem Durchmesser von 4 bis 5 cm und mit weißen Haaren besetzt.

## Verbreitung, Systematik und Gefährdung
Selenicereus validus ist in den mexikanischen Bundesstaaten Guerrero, Jalisco und Michoacán beheimatet.
Sie wurde von Hernándo Sánchez-Mejorada entdeckt. Die Erstbeschreibung durch die mexikanischen Botaniker Salvador Arias Montes und Ulises Guzmán Cruz wurde 1995 veröffentlicht.
In der Roten Liste gefährdeter Arten der IUCN wird die Art als „Least Concern (LC)“, d. h. als nicht gefährdet geführt.

## Nachweise